# Turistická značená trasa 4443
 Turistická značená trasa 4443 je 5 km dlouhá zeleně značená trasa Klubu českých turistů v okrese Chrudim spojující Ronov nad Doubravou s údolím Doubravy. Její převažující směr je jihovýchodní. Trasa vede střídavě Přírodním parkem Doubrava.

## Průběh trasy
Turistická trasa 4443 má svůj počátek na náměstí v Ronově nad Doubravou na rozcestí s červeně značenou trasou 0481 ze Žlebů na hrad Lichnice. Zástavbu města opouští jihovýchodním směrem ulicí Svatokřížskou, kterou sleduje až ke kostelu svatého Kříže. Odtud prudce klesá po pěšině západním směrem do Chittussiho údolí k řece Doubravě. Tu sleduje proti jejímu proudu po pravém břehu po pěšinách. Před vstupem do Mladotic vystupuje z údolí na vyhlídkový bod a poté do něj opět sestupuje. Po průchodu Mladoticemi pokračuje po hrázi náhonu jihovýchodním směrem k soutoku Doubravy se Zlatým potokem, který přechází po lávce, a dále po lesních pěšinách opět podél Doubravy jižním až postupně východním směrem k zakončení trasy pod vrchem Luhy. Trasa končí na rozcestí ze žlutě značenou trasou 7399 z Třemošnice k vodní nádrži Pařížov.

## Turistické zajímavosti na trase
- Kostel svatého Vavřince v Ronově nad Doubravou
- Pomník obětem první světové války v Ronově nad Doubravou
- Barokní dům čp. 25 v Ronově nad Doubravou
- Naučná stezka Krajem Železných hor (částečně společné trasování)
- Kostel svatého Kříže
- Přírodní park Doubrava
- Chittussiho údolí
- Vodní tunel na náhonu Korečnického mlýna
- Vyhlídkový bod na Železné hory před Mladoticemi
- Náhon mlýna v Mladoticích
- Soutok Doubravy se Zlatým potokem